# Siège d'Athlone
Guerre Williamite en Irlande
Athlone a été assiégée deux fois pendant la guerre Williamite en Irlande (1689-1691). La ville est située au centre de l'Irlande sur le fleuve Shannon et commandait le pont traversant la rivière dans la province jacobite de Connacht. Pour cette raison, elle était d'une importance stratégique clé.

## Contexte
L'armée de Guillaume III assiégea Athlone pour la première fois en 1690, peu de temps après leur défaite face à la principale armée jacobite à la bataille de la Boyne. James Douglas et environ 7 500 soldats ont tenté de prendre la ville, mais le commandant de la garnison jacobite, le colonel Richard Grace, a refusé de se rendre. Faute d'artillerie, Douglas est contraint de se retirer au bout d'une semaine.
À l'été de l'année suivante, l'armée de Guillaume III, s'étant regroupée à Mullingar sous le commandement du général hollandais Godart de Ginkel marcha via Ballymore pour faire une seconde tentative sur Athlone.
Le commandant jacobite, le marquis de St Ruth, fit sortir sa principale armée de campagne de ses quartiers d'hiver à Limerick pour faire face à la menace. Il rassembla ses troupes à l'ouest de la ville; d'autres troupes jacobites occupaient des fortifications dans les ruines de la «ville anglaise», la moitié orientale d'Athlone, ainsi qu'une garnison dans la «ville irlandaise» sur la rive ouest. Cet arrangement était destiné à permettre aux Jacobites de combattre une défense échelonnée et longue, bien que l'avantage ait été réduit par le terrain élevé sur la rive Leinster du Shannon et le fait que la rivière était exceptionnellement basse cette année-là. 
Les défenses jacobites ont également été entravées par des désaccords entre le vice-roi de Jacques, Tyrconnell, St Ruth et le général jacobite Patrick Sarsfield. Lorsque Tyrconnell affirma son ancienneté et offrit des conseils sur les défenses à St Ruth, celle-ci refusa de reconnaître le commandement de Tyrconnell, tandis que Sarsfield lui envoya un message selon lequel les cordes de son pavillon seraient coupées s'il ne partait pas immédiatement. Bien que Tyrconnell ait supposé qu'un grand nombre des meilleures troupes jacobites se rallieraient à lui, il a choisi de partir pour Limerick plutôt que de diviser l'armée.

## Siège
Ginkel a ouvert un assaut sur la partie est d'Athlone le 20 juin, ce qui a provoqué le retrait des Jacobites sur la rive ouest du fleuve, démantelant le pont dans le processus. Le colonel Grace, qui avait été remplacé comme commandant de garnison par l'officier français d'Usson, a été tué dans un bombardement à l'extrémité ouest du pont le même jour.

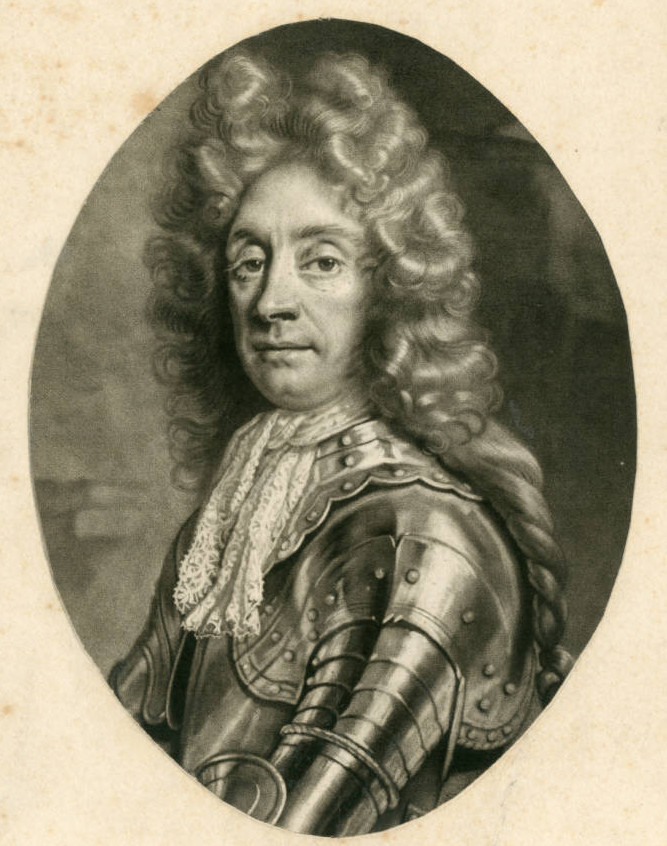
Le major-général Thomas Maxwell commandait les forces jacobites à Athlone

Les forces jacobites dans la moitié ouest d'Athlone, dirigées par le major-général Thomas Maxwell, un catholique écossais, ont initialement résisté à l'assaut Williamite; il y avait des combats féroces centrés sur le pont sur la Shannon. Les Williamites ont essayé de poser des planches sur la structure partiellement détruite, que les troupes jacobites irlandaises ont réussi à détruire malgré un feu intense. Une telle sortie jacobite, par un petit groupe de volontaires du régiment de dragons de Maxwell dirigé par un sergent Custume ou Costy, qui ont tous été tués, est ensuite passée dans le folklore irlandais comme un exemple de bravoure. Plusieurs tentatives des Williamites de prendre d'assaut le pont furent repoussées avec de lourdes pertes.
Le bombardement Williamite du côté ouest, Connacht, de la ville a été intense, avec plus de 12 000 boulets de canon et 600 bombes ou mortiers tirés sur la ville. John Stevens, servant dans le régiment du Grand Prieur, a enregistré que « avec les balles et les bombes qui volaient de façon si dense, cet endroit était l'enfer sur terre ». Pendant le bombardement de dix jours, 32 canons et mortiers lourds ont tiré un coup par minute: Athlone a subi le bombardement le plus lourd de toutes les villes de Grande-Bretagne et d'Irlande jusqu'à ce point. 

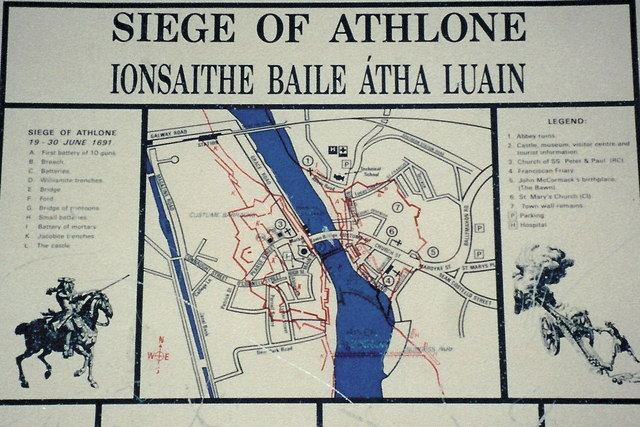
Panneau d'information local donnant des détails sur le siège.

Lors de l'élaboration d'un plan pour prendre d'assaut le pont, Ginkel a identifié un autre point de passage potentiel à un gué au sud. Pour tester la traversée, le matin du 29 juin, il ordonna à un quartier-maître danois et à deux soldats, condamnés à mort pour lâcheté, de passer à gué pendant que les troupes tiraient au-dessus de leurs têtes pour donner l'impression de déserter. Tous les trois ont franchi la rive ouest et sont revenus sains et saufs, sur quoi Ginkel a envoyé une force de grenadiers, forte de 2 000 hommes, pour y traverser et attaquer les positions jacobites par l'arrière.
À la suite d'une dispute entre St Ruth et le commandant de la garnison d'Usson, les fortifications du côté ouest de la ville n'avaient pas été nivelées, comme Tyrconnell l'avait suggéré quelques jours plus tôt. St Ruth n'a donné l'ordre de les démolir que le 29 juin, croyant apparemment impossible qu'une ville puisse être prise avec une armée de relève si proche. Ils restèrent debout un jour plus tard, et un groupe de grenadiers de Ginkel se précipita pour les occuper et y élever le pont-levis, repoussant les contre-attaques de l'armée de St Ruth jusqu'à ce que la force Williamite principale puisse être soulevée. St Ruth a détaché deux brigades sous le commandement du major-général Hamilton pour déloger les Williamites, mais après environ une heure et demie d'intenses combats, les Jacobites se sont retirés.

## Conséquences
La percée des Williamites avait forcé les restes de la garnison jacobite, qui attendait le renfort de la principale force jacobite sous St Ruth, à abandonner à la hâte leurs positions à Athlone. Maxwell a été capturé; des accusations de trahison lui ont ensuite été adressées, en partie parce qu'il avait été un partisan de la faction de Tyrconnell. St Ruth se retira à Galway en passant par Ballinasloe. Les Jacobites avaient perdu environ 1 000 hommes à Athlone,  bien que les estimations les plus élevées suggéraient des pertes de plus de 2 000 hommes, dont les colonels McGuinness, McMahon et O'Gara, en plus de Grace.
Ginkel continua de marcher vers Limerick, ignorant la position de St Ruth. Dans la matinée du 12 juillet, les Williamites sont confrontés à la principale armée jacobite, placée dans une position défensive forte à Aughrim. Dans la bataille d'Aughrim qui s'ensuivit, Ginkel leur infligea une défaite écrasante, mettant ainsi fin à la résistance jacobite en Irlande.